# Issouf Sissokho
Issouf Sissokho, né le 30 janvier 2002 à Bamako au Mali, est un footballeur malien qui évolue au poste de milieu central au Maccabi Tel-Aviv.

## Biographie

### En club
Né à Bamako au Mali, Issouf Sissokho est formé par le club local du CFC Daoula avant de rejoindre le Derby Académie. Le 30 janvier 2020, jour de ses 18 ans, il rejoint les Girondins de Bordeaux sous forme de prêt et intègre dans un premier temps l'équipe réserve.
Sissokho joue son premier match en professionnel le 27 février 2021, à l'occasion d'une rencontre de championnat face au FC Metz. Il entre en jeu à la place de Mehdi Zerkane et son équipe s'incline par deux buts à un. Le 25 avril 2021, il inscrit son premier but en professionnel lors d'un match de Ligue 1 face au FC Lorient. Son équipe s'incline toutefois par quatre buts à un ce jour-là,. En mai 2021, l'option d'achat du joueur est levée et il signe donc définitivement avec les Girondins.
Alors qu'il entame la saison 2021-2022 en tant que titulaire, il est victime d'une périostite et d'une fissure tibiale en septembre 2021, ce qui le tient éloigné des terrains pour plusieurs semaines.